# Deon Minor
Deon Minor (* 22. Januar 1973) ist ein ehemaliger US-amerikanischer Sprinter, der sich auf den 400-Meter-Lauf spezialisiert hat. Mit der US-amerikanischen 4-mal-400-Meter-Staffel wurde er 1997 und 1999 Hallenweltmeister.

## Sportliche Laufbahn
Deon Minor wuchs im texanischen Paris auf und sammelte vermutlich 1991 erste internationale Erfahrungen, als er bei den Panamerikanischen Juniorenmeisterschaften in Kingston in 46,24 s die Goldmedaille über 400 Meter gewann und auch mit der US-amerikanischen 4-mal-400-Meter-Staffel in 3:03,53 min siegte. Zudem begann er im selben Jahr ein Studium an der Baylor University. Im Jahr darauf wurde er NCAA-Hallenmeister über 400 Meter sowie in der Staffel und im September siegte er bei den Juniorenweltmeisterschaften in Seoul in 45,75 s über 400 Meter sowie in 3:06,11 min auch im Staffelbewerb. 1995 wurde er erneut Collegemeister über 400 Meter in der Halle und 1997 schied er bei den Hallenweltmeisterschaften in Paris mit 46,68 s im Halbfinale aus. Zudem gewann er mit der Staffel in 3:04,93 min gemeinsam mit Jason Rouser, Mark Everett und Sean Maye die Goldmedaille. 1999 schied er dann bei den Hallenweltmeisterschaften in Maebashi mit 47,12 s erneut im Semifinale über 400 Meter aus und verteidigte mit der Staffel in 3:02,83 min gemeinsam mit Andre Morris, Dameon Johnson und Milton Campbell den Titel. Ende Juli schied er bei den Panamerikanischen Spielen in Winnipeg mit 45,81 s im Halbfinale über 400 Meter aus und gewann mit der Staffel in 3:00,94 min die Bronzemedaille hinter den Teams aus Jamaika und Brasilien. 2004 beendete er seine aktive sportliche Karriere im Alter von 31 Jahren.

## Persönliche Bestzeiten
- 200 Meter: 20,89 s (−1,6 m/s), 7. März 1998 in Houston
- 400 Meter: 44,75 s, 5. Juni 1991 in Austin
  - 400 Meter (Halle): 46,00 s, 11. März 1995 in Indianapolis